# Церковь Святого Мартина (Солсбери)
Церковь Святого Мартина — приходская церковь Церкви Англии в Солсбери, Великобритания. Названа в честь святого Мартина Турского. Заложена в XI веке, от изначального варианта сохранилась часть пресвитерия. XIV веком датируется шпиль церкви и XV веком — неф. В 1849—1850 была реконструирована по проекту Томаса Уайетта и Дэвида Брэндона.

## Культурные мероприятия

Постер к концерту 2018 года «From Russia with Love»

Местные оперные солисты Николас Вудс (Nicholas Woods) и Гил Болтон (Gill Bolton) регулярно организовывают под сводами церкви тематические концерты классической музыки. Например, в 2015 году ими был дан концерт «Траурная, но великая...» (Mournful yet grand..) по произведениям Листа, Моцарта и Пуленка.
На 13 октября 2018 ими же был подготовлен концерт «Из России с любовью» ( From Russia with Love) по произведениям Бородина, Мусоргского, Рахманинова и других известных русских композиторов.
Это достаточно скромное событие местного уровня в этот раз привлекло внимание центральной прессы в связи с названием мероприятия, отсылающего к известному шпионскому фильму бондианы, и в связи со шпионским скандалом в Солсбери, в котором обвиняется Россия. Гил Болтон пришлось давать отдельные комментарии по этому поводу, в которых она подчеркнула, что мероприятие было запланировано ещё годом ранее, хотя и признала, что «не слишком удовлетворена» постером к концерту. Имела ли она в виду именно дизайн постера или выбор названия концерта, из её комментариев не совсем понятно.